# Rhino (luchador)
Terry Gerin (7 de octubre de 1975) es un luchador profesional estadounidense, más conocido por su nombre luchistico Rhino, que actualmente trabaja para la Impact Wrestling Es más conocido por su carrera en la Extreme Championship Wrestling (ECW), World Wrestling Entertainment (WWE) y Total Nonstop Action Wrestling (TNA). 
Gerin es 2 veces Campeón Mundial al haber ganado el Campeonato Mundial Peso Pesado de la ECW y el Campeonato Mundial Peso Pesado de la NWA. También destacan sus tres reinados como Campeón Hardcore de la WWF, dos reinados como Campeón Televisivo de la ECW, un reinado como Campeón de los Estados Unidos de la WCW y un Campeón en Parejas de SmackDown siendo el campeón inaugural junto a Heath Slater.

## Carrera

### Inicios
Gerin entrenó en Can-Am Wrestling School en Windsor, Ontario, Canadá con el entrenador Scott D'Amore. Debutó en 1994 en un circuito independiente de Detroit bajo el nombre de Terry Richards, pero poco después se lo cambió a Rhino Richards al conocer a otros luchadores canadienses como Joe Legend, Christian Cage y Sexton Hardcastle. Gerin ganó su primer campeonato el 16 de agosto de 1996 al derrotar a Otis Apollo, ganando el Campeonato Televisivo de la BCW. En 1997 empezó a pelear en Alemania, en la Catch Wrestling Association, donde ganó junto a Jean-Pierre Lafitte el Campeonato Mundial en Parejas de la CWA al derrotar Christian Eckstein & Tony St. Clair el 11 de octubre de 1997. También hizo un equipo con Joe Legend, siendo conocidos como XL Legend, ganando el Campeonato Mundial en Parejas de la CWA que habían dejado vacante Rico de Cuba & August Smisl el 10 de octubre de 1998. Retuvieron el campeonato hasta que firmaron, en 1999, con la Extreme Championship Wrestling (ECW).

### Extreme Championship Wrestling (1999–2001)
Terry llegó a la ECW en 1999 luchando como Rhino, emulando al villano de Spider-Man. Rhino unió fuerzas con Steve Corino y Jack Victory. Rhino y Corino retaron a Tommy Dreamer y Raven por el ECW World Tag Team Championship, pero perdieron. Después Rhino empezó un feudo con Sandman, y en November to Remember se unió al equipo Impact Players (Justin Credible, Lance Storm y Dawn Marie) para vencer a Dreamer, Raven, y el Sandman.
El 12 de marzo del 2000, Rhino derrotó a Super Crazy en la final de un torneo por una oportunidad por el ECW Television Championship. Él ganó el título derrotando a Yoshihiro Tajiri en CyberSlam. Perdió el título con Kid Kash el 26 de agosto, pero lo ganó de nuevo el 9 de septiembre.
Continuó su feudo con el Sandman a mediados del 2000, derrotándolo en peleas por el título e incluso atacando a su esposa y mánager Lori, por fin el 7 de enero de 2001 ganó el ECW World Heavyweight Championship a Sandman unificándolo con el ECW Television Championship.

### World Wrestling Federation/ Entertainment (2001–2005)
Tras el cierre de la ECW, Gerin firmó con la WWE, debutando en RAW el 19 de marzo de 2001 con el nombre de Rhyno, alineándose con sus viejos conocidos Edge y Christian Cage, a quienes ayudó a ganar el Campeonato Mundial de Parejas en Wrestlemania X-Seven contra los Hardy Boyz y los Dudley Boyz. Rhyno ganó el Campeonato Hardcore de la WWF en RAW ante Kane y lo retuvo en Backlash ante Raven.
Rhyno, Edge y Christian se unieron con Kurt Angle formando el Team RECK, cuyos cuatro miembros estuvieron en las semifinales del WWE King Of The Ring, donde perdió con el ganador del evento Edge. Compitió por el título Hardcore a mediados del 2001, el cual ganó en 3 ocasiones.
En el episodio del 9 de julio paso a formar parte del Team ECW, y formó parte de este durante La Alianza, teniendo un feudo con Chris Jericho.
En Unforgiven derrotó a Tajiri ganando el Campeonato de los Estados Unidos, pero lo perdió un mes después con Kurt Angle en un episodio de RAW.
Debido a la derrota fue suspendido de la Alianza, pero fue un angle para que se tomara un tiempo debido a una lesión en el cuello.
Regresó quince meses después en un episodio de SmackDown haciendo equipo con Chris Benoit, volviéndose face por primera vez dentro de la WWE. Así retaron al Team Angle, luchando por el WWE Tag Team Champion, en una pelea en Wrestlemania XIX, pelea que incluyó a Los Guerreros. Rhyno siguió luchando y retando por el campeonato de los Estados Unidos, sin conseguirlo durante el 2003 y 2004. Su contrato con la WWE terminó en marzo de 2004 y su última aparición para la WWE fue en One Night Stand.

### Total Nonstop Action Wrestling (2005 - 2010)

#### 2005

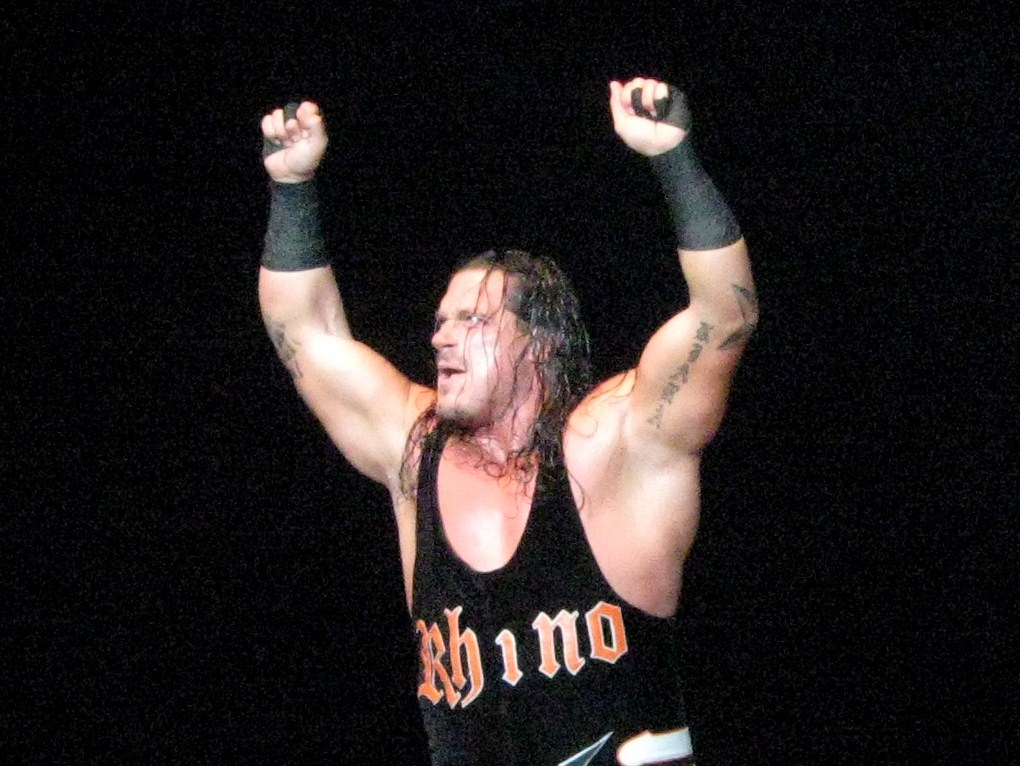
Rhino realizando su entrada en un House Show de TNA.

Después de un tiempo en el circuito independiente, en julio de 2005 Gerin firmó con la Total Nonstop Action Wrestling, retomando su nombre ocupado en la ECW (Rhino en vez de Rhyno). Realizó su debut el 17 de julio como Heel en No Surrender, aplicándole un "Gore" al Campeón Mundial Peso Pesado de la NWA Raven tras su combate con Abyss, revelándose como miembro de Planet Jarrett, Stable liderado por Jeff Jarrett. tanto, debutando como tanto un villano y un miembro del Planet Jarrett. Tras esto, se pactó para Sacrifice un combate entre Jarrett & Rhino contra Raven & Sabu, con la condición que si Jarrett cubría a Raven, ganaría una oportunidad al título, pero si Jarrett era cubierto por Raven no recibiría una oportunidad al título durante 1 año. En el evento, Jeff Hardy regresó a TNA atacando a Jarrett, pero Rhino logró aplicar el "Gore" a Raven para llevarse la victoria. Inmediatamente después del PPV, Larry Zbyszko anunció a Rhino como contendiente 1# al título, provocando que Jarrett se colocara furioso por haber perdido la oportunidad. Rhino se enfrentó a Raven por el título en un Raven's Rules Match en Unbreakable, aplicando de forma accidental un "Gore" contra un carro de compras en homenaje al combate entre ambos por el Campeonato Hardcore en Backlash 2001 en la WWF. A pesar de las interferencias de Jarrett, Rhino no pudo derrotar a Raven.
El 1 de octubre en el debut de Impact! en Spike TV, Rhino se enfrentó a Jeff Hardy, perdiendo por descalificación debido a la interferencia de Abyss y Sabu. En Bound for Glory peleó en tres ocasiones, primero venciendo a Abyss, Sabu y Hardy en una Monster's Ball Match; después ganó una Gauntlet for the Gold en la que participaron: Samoa Joe, Ron Killings, Sabu, Lance Hoyt, Abyss, Jeff Hardy, Monty Brown, Kip James y A.J. Styles; y por último venció a Jarrett ganando el Campeonato Mundial Peso Pesado de la NWA (pelea en la cual iba a luchar Kevin Nash pero no pudo por una lesión). Tras el combate fue atacado por Team Canada y America's Most Wanted, siendo salvado por 3Live Kru y Team 3D, cambiando a Face y abandonando Planet Jarrett. Rhino perdió el título el 3 de noviembre en Impact! frente a Jarrett tras la interferencia de America's Most Wanted. Rhino perdió el título en la edición de Impact! del 3 de noviembre. Debido a esto en Genesis, Rhino & Team 3D (Brother Ray & Brother Devon) se enfrentaron a Jeff Jarrett & America's Most Wanted (Chris Harris & James Storm), ganando el combate. Gerin obtendría la revancha por el título frente a Jarrett en Turning Point, pero fue derrotado debido a un ataque del Team Canada.

#### 2006
Rhino inició un feudo con Abyss luego de que este se uniera al Planet Jarrett. Ambos se enfrentaron en Final Resolution, siendo derrotado. Sin embargo, Rhino venció a Abyss en un Falls Count Anywhere Match en Against All Odds tras aplicarle un "Gore" sobre cuatro mesas. El 25 de febrero en Impact!, hizo equipo con Ron Killings para enfrentar a America's Most Wanted por los Campeonatos Mundiales en Parejas de la NWA, pero fueron derrotados tras la interferencia de Abyss. En Destination X, Rhino, Ron Killings & Team 3D enfrentando a Jeff Jarrett, Abyss & America's Most Wanted, siendo derrotados. Después en Lockdown se unió al Sting's Warriors, junto a Sting, A.J. Styles & Ron Killings derrotando al Jeff Jarrett's Army (Jarrett, Scott Steiner & America's Most Wanted) en un Lethal Lockdown Match.

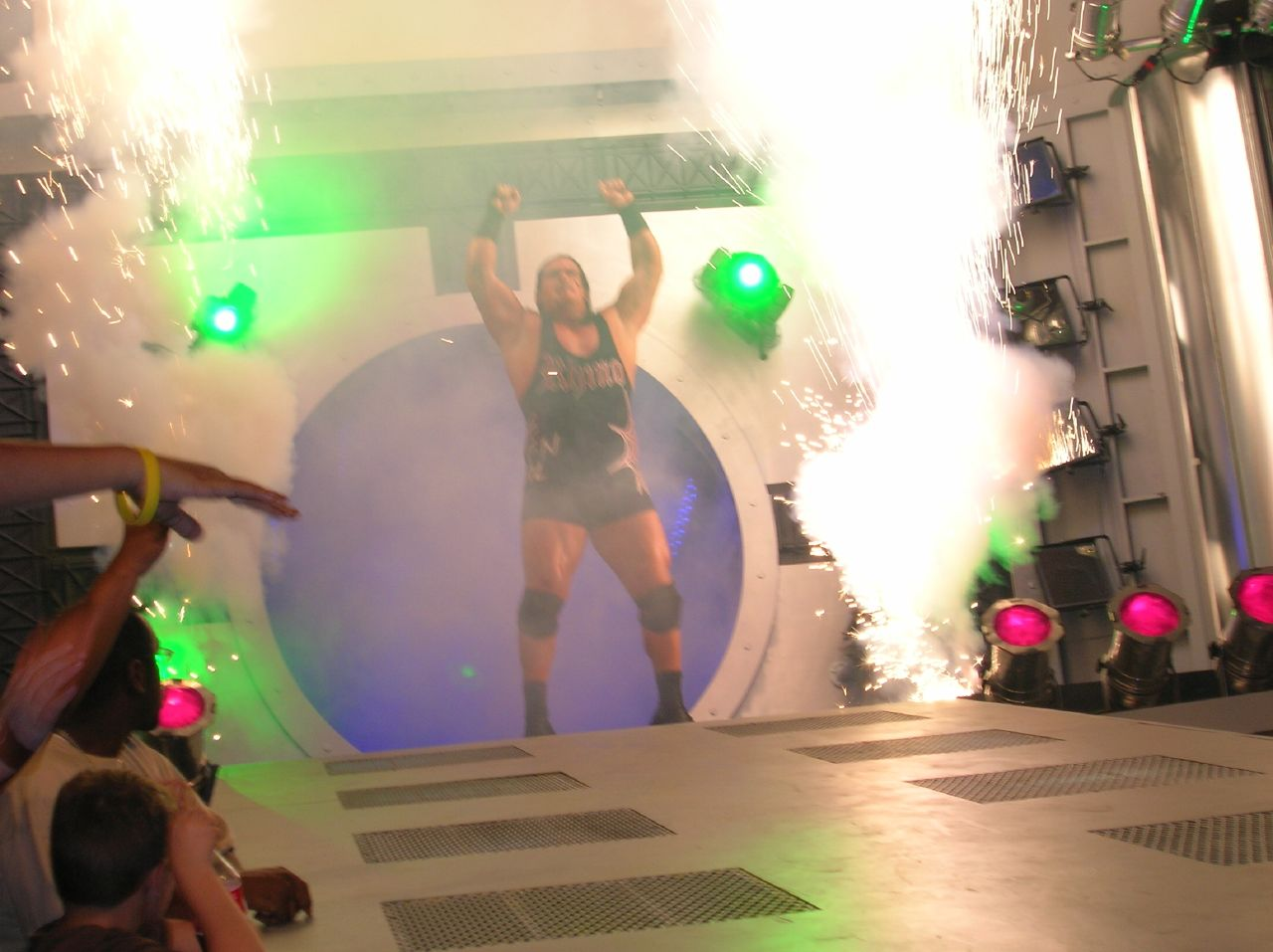
Rhino realizando su entrada en Impact!.

El 27 de abril en iMPACT!, Rhino se enfrentó a Abyss. Sin embargo, fue derrotado tras la interferencia de Bobby Roode, comenzando ambos un feudo. En Sacrifice, Rhino fue derrotado por Roode tras la intervención de Coach D'Amore. El 18 de mayo en iMPACT!, Rhino nuevamente se enfrentó a Abyss en un combate clasificatorio al King of the Mountain, pero fue derrotado debido a la distracción de Coach D'Amore. El 9 de junio, después de derrotar a Jeff Jarrett en un House Show de TNA en la antigua arena de ECW en Filadelfia, reveló públicamente que le habían ofrecido un contrato para regresar a la WWE y luchar en la nueva ECW. Sin embargo, decidió quedarse en TNA. En Slammiversary, Rhino derrotó a Team Canada (Bobby Roode & Coach D'Amore) en un Handicap Match. El 13 de julio durante la emisión de iMPACT!, Rhino lanzó un desafío abierto contra la WWE en contra de la encarnación actual de la ECW. Rhino mencionó que no le gustaba la dirección de la nueva ECW y lanzó el "verdadero" Campeonato Mundial de la ECW (escondido en un saco para evitar una demanda legal por parte de la WWE) en un tambor de aceite, quemándolo (más tarde admitió que se trata de una réplica y que el título original lo tiene en su casa).
Después, comenzó un feudo con Monty Brown. Rhino se enfrentó a Brown en Victory Road, luchando hasta quedar sin resultado. En la siguiente edición de iMPACT!, Samoa Joe respondió a un reto abierto hecho por Rhino. Fue pactada una lucha entre ambos pero Monty Brown intervino, queriendo retar a ambos. Debido a esto, los 3 se enfrentaron en Hard Justice en un Falls Count Anywhere Match, combate que fue ganado por Joe Luego comenzó un feudo con Christian Cage, luego que el 17 de agosto en iMPACT! Rhino lo confrontara por sus recientes acciones, tras haber provocado la derrota de Sting en Hard Justice por el Campeonato Mundial Peso Pesado de la NWA. Ambos se enfrentaron en No Surrender, siendo derrotado por Cage. Rhino volvió a enfrentarse a Cage en Bound for Glory en un 8 Mile Street Fight Match, siendo nuevamente derrotado. El feudo entre ambos terminó el 16 de noviembre en iMPACT!!, siendo derrotado por Cage en un Barbed Wire Six Sides of Steel Cage Match luego de que al aplicar un "Gore" a Cage, accidentalmente lo enviara fuera de la jaula. A finales de 2006, Rhino entró en feudo con A.J. Styles. Esto comenzó cuando Rhino intentó ayudar a Styles con su situación con su compañero Christopher Daniels, lo que provocó que Styles cambiara a Heel tras culpar a Rhino de meterse en sus asuntos. Ambos se enfrentaron en Turning Point, donde fue derrotado luego que Styles fingiera una lesión.

#### 2007

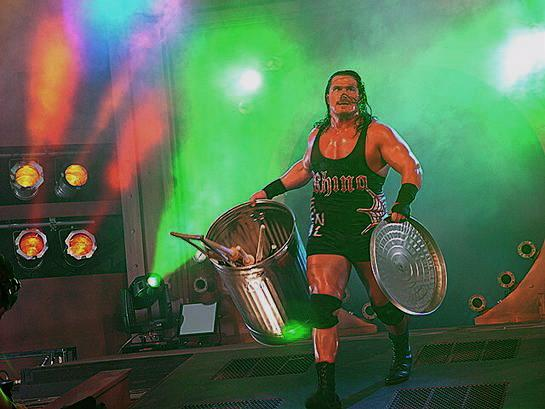
Rhino compitiendo por TNA en Orlando, Florida.

Iniciando el 2007, Rhino continuó su feudo con A.J. Styles, venciéndolo en Final Resolution en un Last Man Standing Match. Sin embargo en Against All Odds, Rhino fue derrotado por Styles en un Motor City Chain Match. En Against All Odds. Luego Styles retó a cualquier luchador de TNA a vencerlo en Destination X en el debut del Elevation X Match, aceptando Rhino el desafío. En el evento, Rhino venció a Styles en el Elevation X Match. En Lockdown, formó parte del Team Angle junto a Kurt Angle, Sting, Samoa Joe & Jeff Jarrett derrotando al Team Cage (Christian Cage, Styles, Scott Steiner, Abyss & Tomko) en un Lethal Lockdown Match. El 19 de abril en iMPACT! se enfrentó a Styles, Christopher Daniels y Samoa Joe, siendo derrotado por Daniels luego que este lo golpeara con un bate de béisbol, lo que ocasionó un feudo entre ambos. Ambos se enfrentaron en Sacrifice, siendo derrotado luego que Daniels lo golpeara nuevamente con un bate de béisbol. El 31 de mayo en iMPACT, derrotó a Homicide. Tras el combate fue atacado por The LAX, acudiendo en su ayuda Héctor Guerrero y Chris Harris, siendo atacados. Esto provocó que Rhino junto a Harris entraran en feudo con The LAX. En Slammiversary, Rhino & Senshi (que reemplazó a Harris) se enfrentaron a The LAX (Homicide & Hernández), ganando el combate.
El 21 de junio en iMPACT!, Rhino & Eric Young se enfrentaron a Robert Roode & James Storm, siendo derrotados. Tras el combate, Storm vertió cerveza sobre Rhino, comenzando ambos un feudo. Gerin declaró después que se había recuperado de su alcoholismo y debido a eso se enojó cuando Storm le vertió cerveza. La semana siguiente en iMPACT, Rhino se enfrentó al campeón Kurt Angle y Christian Cage por el Campeonato Mundial Peso Pesado. Sin embargo fue derrotado luego que Storm apareciera y le lanzara cerveza nuevamente, dándole la victoria a Angle. Rhino se enfrentó a James Storm en Victory Road, siendo derrotado luego que Storm lo golpeara con una botella de cerveza. Tras el combate, Storm con ayuda de Jackie Moore golpearon a Rhino y le dieron cerveza en la boca. En Hard Justice, Rhino se enfrentó a Storm en un Bar Room Brawl, siendo derrotado. Sin embargo en No Surrender derrotó a Storm luego de aplicarle un "Gore" sobre una mesa y tras el combate atacó a Jackie Moore, acabando el feudo.
Luego comenzó un feudo con Raven, enfrentándose a él, Abyss y Black Reign en Bound for Glory en un Monster's Ball Match, combate que fue ganado por Abyss. Tras esto, junto a Abyss comenzaron un feudo con Black Reign & Rellik tras defenderse mutuamente de los ataques de ellos. Se pactó un combate entre las 2 parejas en Turning Point, pero Rhino tuvo que ser reemplazado por Raven debido a una lesión.

#### 2008
Rhino se mantuvo inactivo en TNA, diciéndose que había tenido una recaída de su alcoholismo (Kayfabe), retomando su Storyline con James Storm. Rhino regresó en Against All Odds atacando a Storm, ayudando a Eric Young a retener su World Drinking Championship. En Destination X ambos se enfrentaron en la segunda Elevation X Match, ganando Rhino y estableciendo un récord de 2-0 en este tipo de combate.

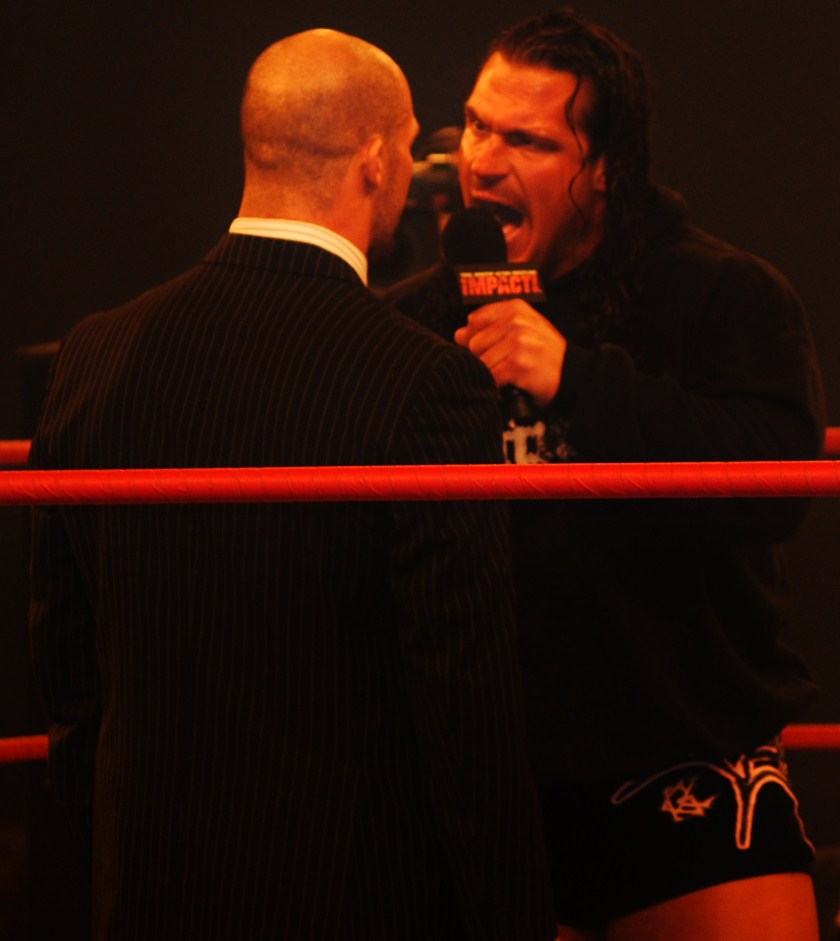
Rhino durante su feudo con The Main Event Mafia, haciendo una promo con Kurt Angle.

El 13 de marzo en iMPACT!, Christian Cage buscaba un compañero para enfrentar a los Campeones Mundiales en Parejas A.J. Styles & Tomko, a lo que Rhino se negó. Después de dicho combate, Cage fue atacado con Kevin Nash por A.J. Styles, Tomko y el Team 3D. La siguiente semana en iMPACT!, Rhino se unió con Cage durante una entrevista de Jeremy Borash a Cage. En Lockdown el Team Cage (Christian Cage, Rhino, Sting, Kevin Nash & Matt Morgan) derrotó al Team Tomko (Tomko, A.J. Styles, Brother Devon, Brother Ray & James Storm), dándole Rhino la victoria a su equipo tras cubrir a Storm. El 24 de abril en iMPACT!, Rhino & Christian Cage derrotaron a The Motor City Machine Guns (Alex Shelley & Chris Sabin) clasificándose al Deuces Wild Tournament. Rhino y Cage compitieron en el Deuces Wild Tournament en Sacrifice donde vencieron a Robert Roode & Booker T, pero perdieron en semifinales con el Team 3D. El 29 de mayo en iMPACT!, Rhino venció a James Storm, clasificando al King of the Mountain. En Slammiversary participó en el King of the Mountain por el Campeonato Mundial Peso Pesado de TNA frente a Booker T, Samoa Joe, Christian Cage y Robert Roode con Kevin Nash de árbitro especial, reteniendo Joe el título. Después, Rhino continuó formando equipo junto a Christian Cage en un feudo con Team 3D. En Victory Road, Rhino, Cage & A.J. Styles se enfrentaron a Team 3D & Kurt Angle, siendo derrotados. Sin embargo en Hard Justice, Rhino & Christian Cage derrotaron al Team 3D en un New Jersey Street Fight Match, finalizando el feudo. El equipo entre Rhino y Christian Cage se acabó cuando Cage comenzó a ir por el Campeonato Mundial Peso Pesado de TNA y Rhino junto a la Campeona Femenina de TNA Taylor Wilde inició un feudo con The Beautiful People y Cute Kip. En No Surrender acompañó a Wilde en su combate de defensa del título frente a Angelina Love. Durante el combate, Rhino atacó a Cute Kip para impedir su intervención, reteniendo Wilde el título. En Bound for Glory IV, Rhino junto a O.D.B & Rhaka Khan vencieron a The Beautiful People & Cute Kip en un Bimbo Brawl Match con Traci Brooks de árbitro especial.
El 23 de octubre en iMPACT!, Rhino confrontó al Campeón de la División X Sheik Abdul Bashir debido a los comentarios suyos en contra de los estadounidenses, siendo después atacado por Bashir. El feudo entre ambos terminó en Turning Point, donde Rhino venció a Bashir en un combate sin título en juego. El 20 de noviembre en iMPACT!, Rhino atacó a The Main Event Mafia, pero fue rápidamente reducido por ellos y lo colocaron en un ataúd. La semana siguiente, Rhino se unió a A.J. Styles y Samoa Joe formando TNA Frontline para combatir a Main Event Mafia. La semana siguiente, Rhino mencionó en que necesitaban más miembros para vencer a Main Event Mafia, ofreciéndoles a Team 3D unirse a ellos. La misma noche, Team 3D se unió a Frontline tras ayudarles a atacar a Main Event Mafia. En Final Resolution se enfrentó a Kurt Angle en un combate donde si ganaba, Angle sería despedido de TNA, pero si Angle ganaba obtendría un combate frente a Jeff Jarrett. En dicha lucha con Mick Foley de Enforcer fue derrotado luego de que Al Snow interfiriera atacando a Foley.

#### 2009

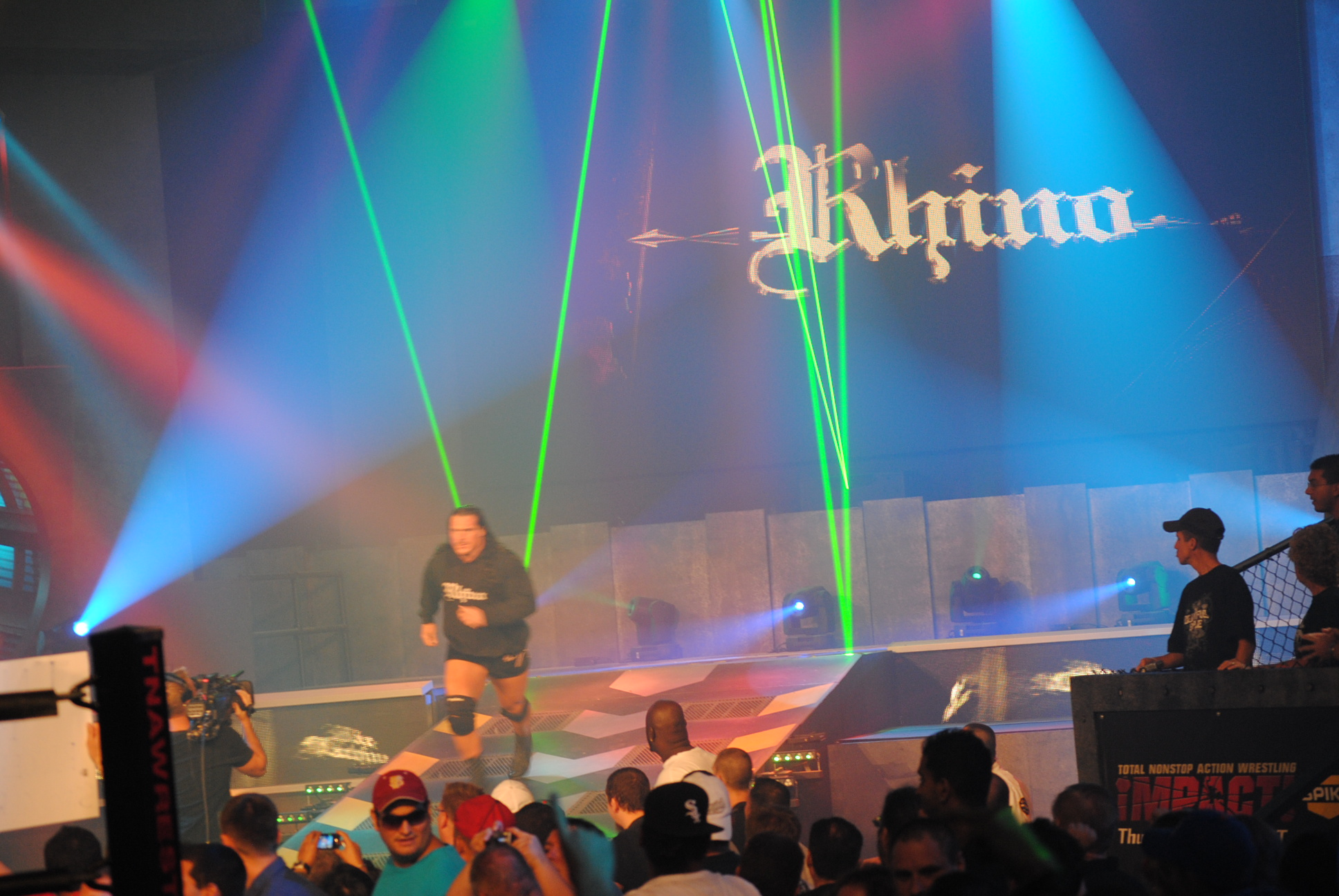
Rhino en TNA el 2009.

En Genesis, Rhino se enfrentó a Sting por el Campeonato Mundial Peso Pesado de TNA, pero fue derrotado. El 12 de febrero en iMPACT! hizo equipo con Abyss enfrentando a Beer Money, Inc. (Robert Roode & James Storm) por los Campeonatos Mundiales en Parejas de TNA, pero fueron derrotados.
El 9 de abril en iMPACT! durante la entrevista al debutante Jesse Neal, Rhino se ofreció a entrenarle para convertirlo en un luchador profesional y cumplir su sueño. En Lockdown hizo una aparición salvando a Eric Young de un ataque de Danny Bonaduce. En el Dark Match de Slammiversary, Rhino & Young fueron derrotados por The British Invasion conformada por Doug Williams & Brutus Magnus. Rhino entró en feudo con Young, quien le derrotó el 2 de julio en Impact luego de que de forma accidental Jesse Neal provocara su derrota. Desde ese entonces durante el entrenamiento de Jesse Neal, Rhino se volvió frustrado y comenzó a tener un mal carácter debido al poco progreso de Neal en su formación como luchador. El 13 de agosto en iMPACT se enfrentaron a World Elite (Eric Young & Sheik Abdul Bashir), siendo derrotados debido a un "error de novato" de Neal al negarse a darle el relevo. Rhino cambió a Heel después del combate, tras atacar a Neal. Sus antiguos mentores Team 3D (Brother Ray & Brother Devon) se dieron cuenta de lo egoísta que Rhino era, lo que provocó un feudo con ellos. Paralelamente, Rhino mantuvo un feudo con la nueva superestrella Bobby Lashley, siendo derrotado por él en No Surrender.
El 24 de septiembre en iMPACT! se iba a enfrentar a Brother Devon, pero el combate no se realizó luego que Brother Ray apareciera pidiéndole a ambos que se dieran la mano y dejaran sus disputas. Sin embargo, Rhino no aceptó y atacó con un "Gore" a Ray. Su feudo con Lashley culminó el 15 de octubre en iMPACT!, siendo derrotado en un Stretcher Match. En Bound For Glory apareció atacando a Team 3D durante el combate de ellos por los Campeonatos Mundiales en Parejas de TNA y los Campeonatos en Parejas de la IWPG. La semana siguiente en iMPACT!, Rhino comenzó a hablar de que TNA favorecía al talento joven de la compañía y que trataban de forzar a veteranos como él a irse de la empresa. Luego de mucho tiempo, el 5 de noviembre en iMPACT! Team 3D finalmente cambiaron a Heel y se unieron a Rhino en su causa, atacando a Matt Morgan & Hernández con una silla. En Turning Point, Team 3D & Rhino derrotaron a Matt Morgan, Hernández & D'Angelo Dinero. En el siguiente iMPACT ambos equipos se enfrentaron en la revancha, ganando Rhino & Team 3D tras la interferencia de Jesse Neal, que cambió a Heel y se les unió. En Final Resolution, el equipo de Morgan, Dinero, Hernández & Suicide derrotó al de Team 3D, Rhino & Neal, siendo Morgan el único superviviente de la lucha.

#### 2010

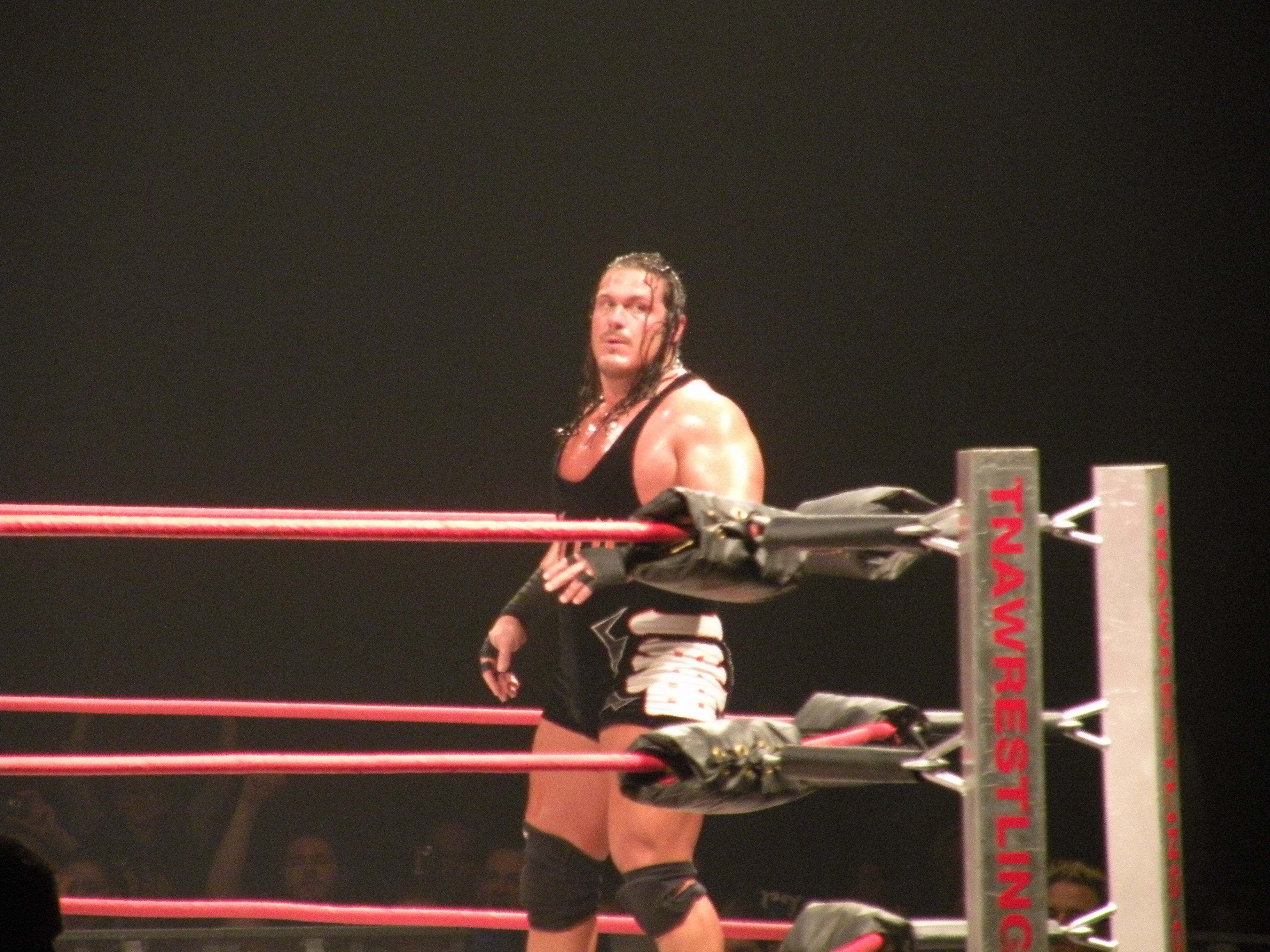
Rhino luchando en un House Show de TNA.

El 4 de enero en el primer iMPACT! del año, Rhino tenía pactado un combate contra Abyss, pero tuvo que ser reemplazado por Samoa Joe luego de ser atacado misteriosamente. El 18 de febrero en iMPACT! cambió a Heel, tras atacar a Jeff Jarrett y a Abyss junto a Raven, Homicide, Tomko y Desmond Wolfe bajo las órdenes de Eric Bischoff, siendo detenidos por Hulk Hogan. Tras esto se mantuvo luchando en House Shows de la empresa, desapareciendo de televisión.
Rhino regresó a la televisión como Face el 1 de julio en iMPACT!, junto a los también ECW Originals Tommy Dreamer, Stevie Richards y Raven. Después de varias apariciones junto a los demás luchadores de la ECW, el 15 de julio en iMPACT!, Rhino y los demás interfirieron durante una promo de Abyss, ayudando a Rob Van Dam. Tras esto, varios luchadores de la ECW y de la TNA entraron al ring y empezaron a pelear. La siguiente semana, la presidenta de la TNA Dixie Carter aceptó darles un PPV a los antiguos luchadores de la ECW, llamado Hardcore Justice: The Last Stand. En dicho evento, derrotó a Brother Runt y Al Snow en un 3 Way Dance Elimination Match. En el siguiente iMPACT en The Whole F*n Show, los exmiembros de la ECW conocidos oficialmente como EV 2.0 fueron atacados por el Stable de Ric Flair, Fortune, quienes decían que EV 2.0 no se merecían un lugar en TNA. Durante el ataque, Abyss apareció y atacó a Rob Van Dam causándole lesiones de gravedad (Kayfabe) forzándolo a dejar vacante el Campeonato Mundial Peso Pesado, provocando que EV 2.0 intentara vengarse. En No Surrender, Rhino se enfrentó a Abyss en un Falls Count Anywhere Match, siendo derrotado. Paralelamente, EV 2.0 continuó su feudo con Fortune. En Bound for Glory, ambos stables se enfrentaron en un Lethal Lockdown Match, donde EV 2.0 (Tommy Dreamer, Sabu, Stevie Richards, Raven & Rhino) derrotó a Fortune (A.J. Styles, Kazarian, Robert Roode, James Storm & Matt Morgan). El 4 de noviembre en iMPACT!, Rhino y Rob Van Dam se enfrentaron a A.J. Styles por el Campeonato Televisivo de la TNA, reteniendo Styles el título, provocando tensión entre Rhino y Van Dam. Tras esto, se pactó otra lucha en Turning Point entre EV 2.0 y Fortune, en donde el equipo ganador elegiría un miembro del perdedor para ser despedido. En el evento, Fortune (A.J. Styles, Kazarian, Robert Roode, James Storm & Douglas Williams) derrotó a EV 2.0 (Sabu, Stevie Richards, Brian Kendrick, Raven & Rhino), eligiendo a Sabu para que fuera despedido. Tras esto, el 11 de noviembre en iMPACT!, durante la lucha entre Kazarian y Rob Van Dam, Rhino cambió a Heel al aplicarle un "Gore" a Van Dam y golpear a Dreamer con una silla, revelándose como el miembro de EV 2.0 que se había vendido a Eric Bischoff. Luego reveló que se había vendido a Bischoff porque su contrato expiró y él le renovó a cambio de atacar a los miembros de EV 2.0. Fue derrotado por Dreamer en un Street Fight Match el 25 de noviembre en iMPACT! y por Van Dam en Final Resolution en un First Blood Match. A causa de su derrota, en el iMPACT! siguiente Bischoff se negó a darle un contrato nuevo, dejando la empresa.

### Ring of Honor (2012-2014)
En abril de 2012 hizo su debut en ROH y formó parte del Stable, The House of Truth dirigido por Truth Martini, durante semanas Rhino se mostró como un tipo arrasador y dominante. Tras derrotar a Eddie Edwards en una edición de ROH TV, obtuvo una oportunidad por el Campeonato Mundial de ROH contra Kevin Steen en Death Before Dishonor X, pero no logró ganar. En Final Battle, fue derrotado por Jay Lethal.

### WWE (2015-2019)

#### NXT Wrestling (2015-2016)

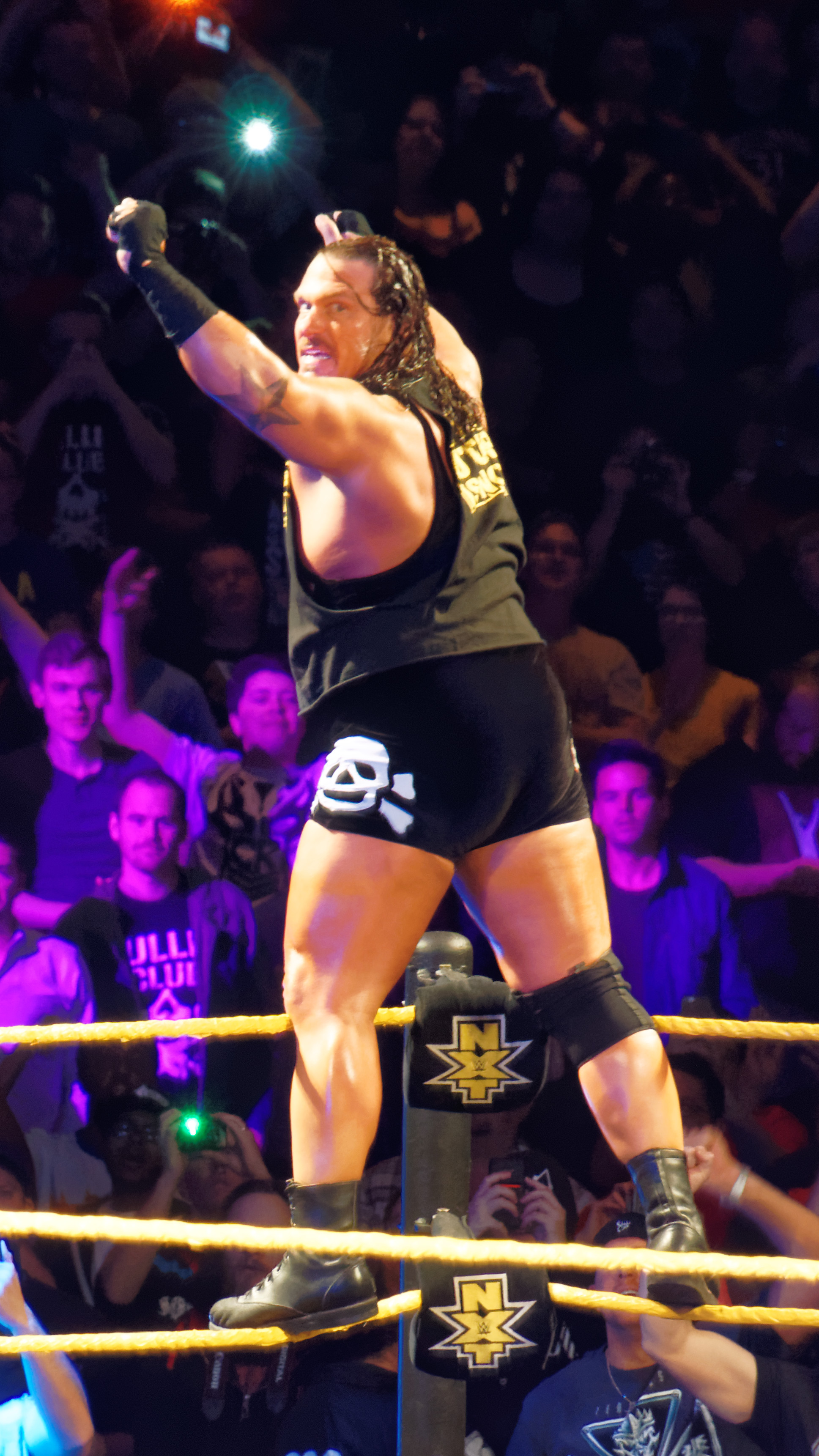
Rhyno en NXT.

Hizo una aparición en las grabaciones de NXT de 12 de febrero (transmitido el 18 de febrero) derrotando a Elias Samson. Al día siguiente su ficha es añadida al roster de NXT, confirmando su incorporación a la marca dándose a conocer como Rhyno. Tuvo una lucha contra Sami Zayn por el contendiente número 1 al NXT Championship, pero perdió la lucha. Después de eso tuvo un feudo con Baron Corbin el cual acabó con una Lucha entre ambos el 20 de mayo en NXT TakeOver: Unstoppable, llevándose Corbin la victoria. En el episodio del 3 de junio de NXT se enfrentó a Finn Bálor, siendo derrotado por este último, al término de la lucha, Rhyno le hizo un Gore a Bálor en el escenario de entrada. Una semana después volvieron a enfrentarse siendo derrotado una vez más, luego con ayuda de kevin Owens atacaron a Balor pero fueron ahuyentados por Samoa Joe. El 1 de julio en NXT hizo equipo con Owens para enfrentar a Finn Balor y Samoa Joe siendo derrotados después de que Balor cubriera a Owens.
El 7 de diciembre, apareció en Raw haciendo equipo con Tommy Dreamer y The Dudley Boyz (Nombrados como los nuevos The ECW Originals) en una Fatal Four-way por cuartetos, entre The League of Nations (Sheamus, Rusev, Alberto Del Rio y King Barrett), The Wyatt Family (Bray Wyatt, Luke Harper, Erick Rowan y Braun Strowman) y Roman Reigns, Dean Ambrose y The Usos. En TLC, perdió junto con los ECW Originals contra The Wyatt Family siendo el primer eliminado al romper su cuerpo con una mesa, en el Raw siguiente fueron nuevamente derrotados por The Wyatt Family en un Extreme Rules Match. Luego de esto desapareció de la televisión por varios meses.
En las grabaciones de NXT del 24 de junio al aire (el 6 de julio) Rhyno volvió a NXT luego de un descanso por varios meses atacando con un "Gore" a The Hype Bros y a Blake & Murphy. El 13 de julio en NXT, salió para confrontar a Samoa Joe. El 20 de julio en NXT, tuvo una lucha no titular contra Joe donde fue derrotado.

#### 2016-2019

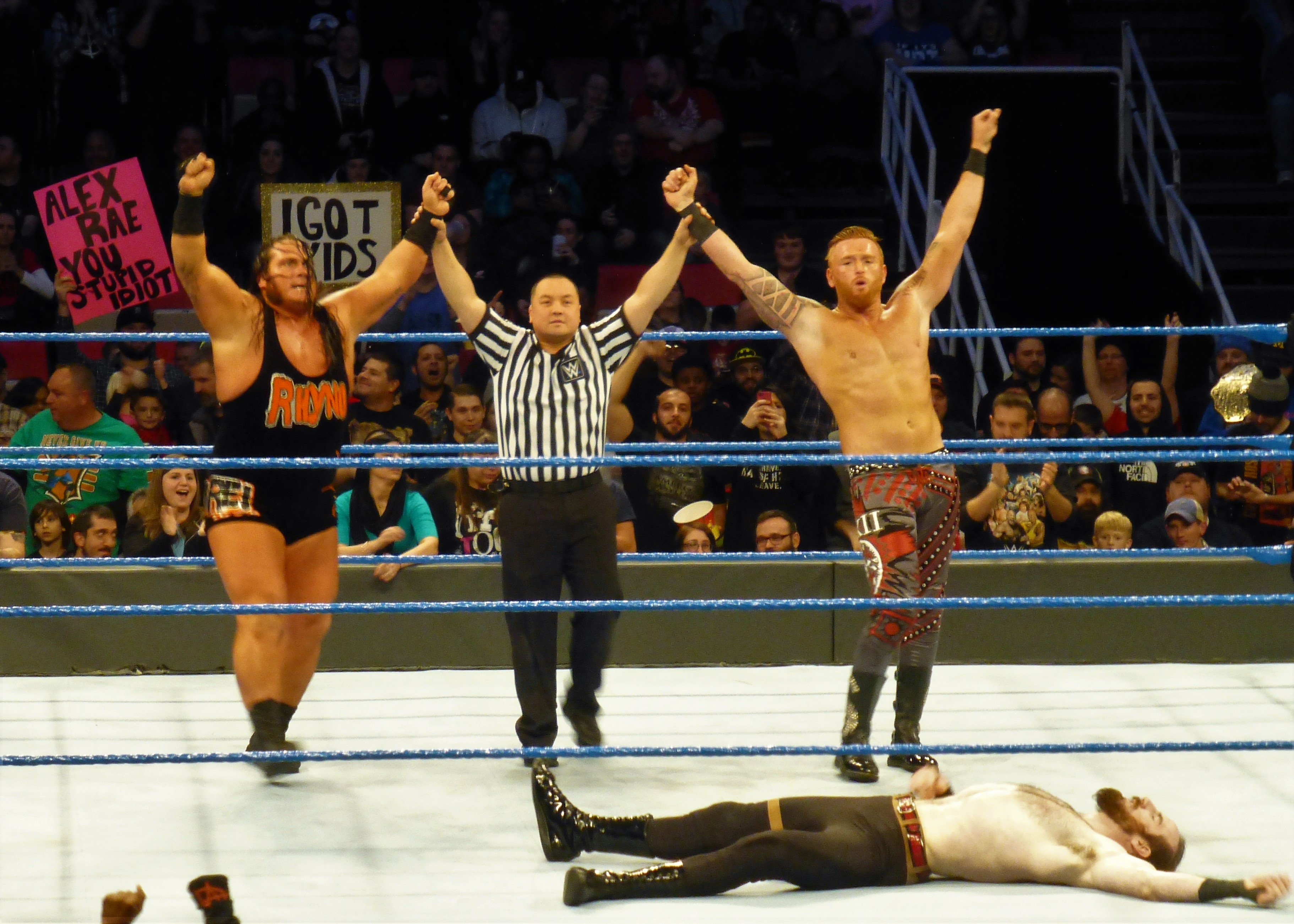
Rhyno (izquierda) y Heath Slater (derecha) posando tras ganar un combate en diciembre de 2016

El 26 de julio en SmackDown, Rhyno hizo su regreso atacando a Heath Slater, mientras este hablaba con Shane McMahon, con lo que fue transferido a SmackDown. hizo su debut en la marca el 9 de agosto, derrotando a Slater. El 23 de agosto, se alió con Slater para participar en el torneo por los Campeonatos en Parejas de SmackDown. El 30 de agosto, derrotaron a The Headbangers, El 6 de septiembre a The Hype Bros, y finalmente, el 11 de septiembre, en Backlash, a The Usos, convirtiéndose en los primeros Campeones de la historia. Tuvieron su primera defensa por los títulos dos días después en SmackDown, ante The Ascension.
Luego El 9 de octubre en No Mercy retuvieron los Campeonatos en Parejas de SmackDown Live, ante The Usos Gracias A Dos "Gores" De Rhyno Una Fuera Del Ring y Otra Adentro Del Ring, A The Usos. El 4 de diciembre en TLC, perdió los Campeonatos en Pareja de SmackDown ante The Wyatt Family.
El 10 de abril de 2017 fue transferido a RAW junto a Heath Slater como equipo, debido al WWE Superstar Shake-up.
El 3 de diciembre de 2018 en Raw, el gerente general interino Baron Corbin creó una lucha entre Heath Slater y Rhyno, donde el ganador se quedó en Raw y el perdedor fue despedido. Rhyno finalmente perdió el combate durante un descanso comercial después del combate, Rhyno anunció su retiro a la multitud en vivo y así disolviéndose su equipo oficialmente.
Sin embargo, después de que Corbin fue retirado del poder, regresó para ayudar a Slater contra un ataque de Jinder Mahal en el episodio del 24 de diciembre de Raw , disfrazado de Papá Noel. En los años nuevos "Edición de la víspera de" Raw ", Rhyno y Slater se enfrentaron a Mahal y sus gerentes The Singh Brothers en un esfuerzo perdido.

### Regreso al circuito independiente (2019-presente)
Hasta ahora, la primera lucha de Rhyno anunciado en el circuito independiente es el 26 de julio de 2019, para la promoción de Sami Callihan, The Wrestling Revolver.

### Regreso a Impact Wrestling (2019-presente)
El 7 de julio de 2019 (mientras aún estaba bajo contrato con WWE) regresó a TNA, ahora conocido como Impact Wrestling en Slammiversary XVII disfrazado con una túnica negra y una máscara negra. En el evento, sorprendería atacar a Michael Elgin, quien en ese momento estaba atacando al comentarista de Impact y al vicepresidente ejecutivo Don Callis. Tras su salida de la WWE, fue entonces anunciado para las grabaciones de televisión de agosto de Impact. Luego debutaría en las grabaciones de televisión del 20 de julio, solo tres días después de que expirara su contrato de la WWE.
En Bound for Glory, ganó el Call Your Shot Gauntlet Match, entrando en #1, elimando por último a Sami Callihan
En Hard To Kill, junto a Cousin Jake & Tommy Dreamer fueron derrotados por Violent by Design (Eric Young, Deaner & Joe Doering) en un Old School Rules Match.

## En lucha
- Movimientos finales

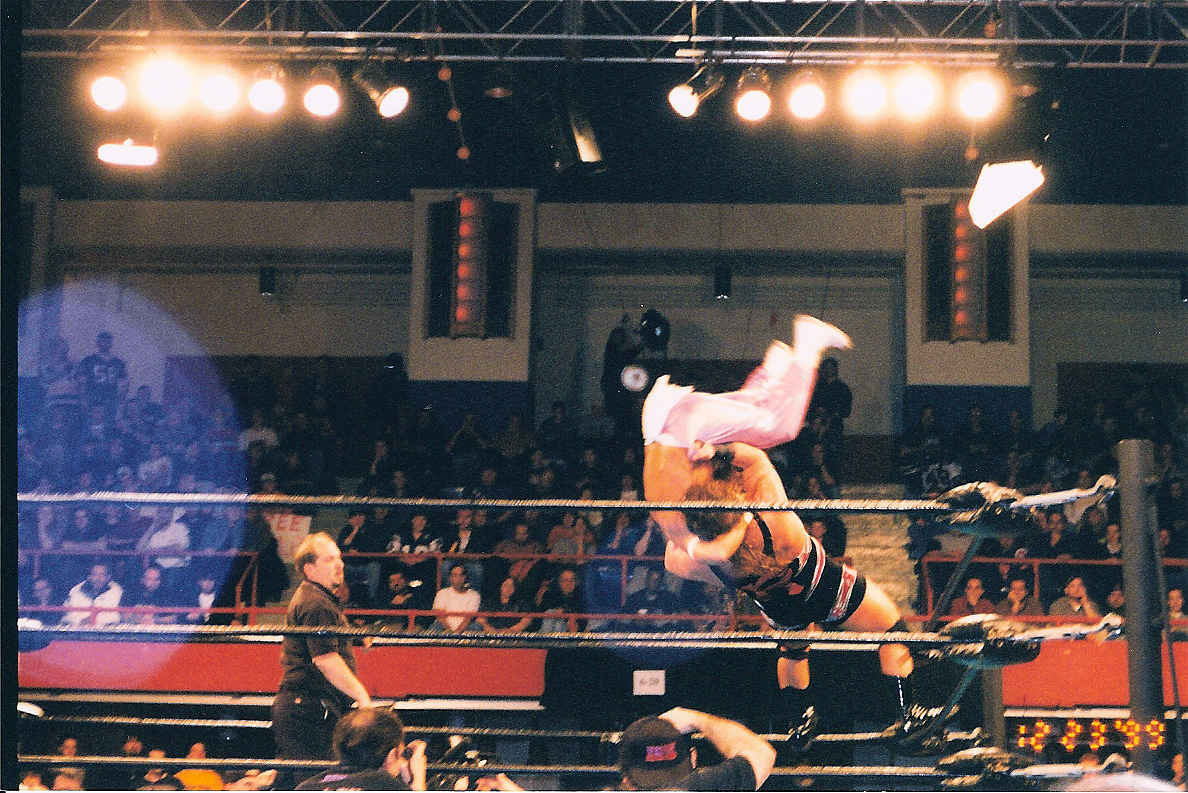
Rhino aplicando un "Superplex" a Sabu.

  - Gore (Spear, a veces contra una mesa)
  - Rhino Driver (Sitout belly to back piledriver, a veces desde una posición elevada, sobre una mesa y/o fuera del ring)

- Movimientos de firma
  - Death Valley driver
  - Pumphandle slam
  - Release powerbomb
  - Scoop powerslam
  - Sharpshooter – 2002–2004
  - Side belly to belly suplex
  - Spinebuster
  - TKO

- Managers
  - Steve Corino
  - Cyrus
  - Pausge
  - Stephanie McMahon–Helmsley
  - Jack Victory
  - Bob Chabot

- Apodos
  - The War Machine
  - The Gore Machine
  - Dr. Kill
  - The Man Beast
  - The Big F'n Deal

## Campeonatos y logros
- DDT Pro-Wrestling/DDT
  - Ironman Heavymetalweight Championship (1 vez)

- Extreme Championship Wrestling/ECW
  - ECW World Heavyweight Championship (1 vez)
  - ECW World Television Championship (2 veces)

- Insane Wrestling Revolution/IWR
  - IWR World Tag Team Championship (1 vez e inaugural) - Heath

- Ohio Valley Wrestling/OVW
  - OVW Television Championship (1 vez)

- Squared Circle Expo/SCE
  - SCX Tag Team Championship (1 vez, actual) - con Heath

- Total Nonstop Action Wrestling / Impact Wresting
  - NWA World Heavyweight Championship (1 vez)
  - Impact World Tag Team Championship (2 veces) - con Eric Young, Deaner & Joe Doering (1) y Heath (1)
  - Call Your Shot Gauntlet (2020)
  - TNA Hall of Fame (2024)[57]

- World Wrestling Entertainment/WWE
  - WCW United States Championship (1 vez)
  - WWF Hardcore Championship (3 veces)
  - SmackDown Tag Team Championship (1 vez y primero) - con Heath Slater
  - SmackDown Tag Team Championship Tournament (2016) – con Heath Slater

- Xtreme Intense Championship Wrestling/XICW
  - XICW Tag Team Championship (1 vez, actual) – con Heath[58]

- Pro Wrestling Illustrated
  - Situado en el Nº489 en los PWI 500 de 1996[59]
  - Situado en el Nº398 en los PWI 500 de 1997[60]
  - Situado en el Nº241 en los PWI 500 de 1999[61]
  - Situado en el Nº19 en los PWI 500 de 2000[62]
  - Situado en el Nº10 en los PWI 500 de 2001[63]
  - Situado en el Nº57 en los PWI 500 de 2004[64]
  - Situado en el Nº157 en los PWI 500 de 2005[65]
  - Situado en el Nº42 en los PWI 500 de 2006[66]
  - Situado en el Nº39 en los PWI 500 de 2007[67]
  - Situado en el Nº61 en los PWI 500 de 2008[68]
  - Situado en el Nº68 en los PWI 500 de 2009[69]
  - Situado en el Nº139 en los PWI 500 de 2010[70]
  - Situado en el Nº160 en los PWI 500 de 2011[71]
  - Situado en el Nº129 en los PWI 500 de 2012[72]
  - Situado en el Nº87 en los PWI 500 de 2013[73]
  - Situado en el Nº115 en los PWI 500 de 2014[74]
  - Situado en el Nº145 en los PWI 500 de 2015[75]
  - Situado en el Nº109 en los PWI 500 de 2017[76]
  - Situado en el Nº139 en los PWI 500 de 2018